# María José (álbum)
María José es el nombre del álbum debut homónimo de estudio en solitario grabado por la cantante mexicana María José, Fue lanzado al mercado por la compañía discográfica Warner Music Latina el 14 de agosto de 2007. Es su primer álbum como solista, después de la separación del exitoso grupo de pop mexicano, Kabah.

## Lista de canciones
1. «Más de ti» (Áureo Baqueiro) - 4:06
2. «¿Quién eres tú? (Feat. Trey Songz)» (Áureo Baqueiro) - 3:49
3. «Ya te dije adiós (feat. Golden Boy)» (Áureo Baqueiro & Salvador Rizo) - 3:11
4. «¿Dónde está?» (Áureo Baqueiro & Salvador Rizo) - 4:07
5. «Detrás de tus palabras» (Áureo Baqueiro & Salvador Rizo) - 4:05
6. «No soy yo (feat. Blu From Moroccoblu)» (Áureo Baqueiro, Moroccoblu & Fitte) 3:43
7. «Me equivoqué» (Fitte) - 3:59
8. «Habla menos» (Áureo Baqueiro) - 3:21
9. «It's a party (feat. Plastillina Mosh)» (Áureo Baqueiro & Jonaz González) - 3:42
10. «Quédate cerca» (Áureo Baqueiro) - 4:43
11. «¿Quién eres tú? (Feat. Trey Songz)» (Reworked Version by Plinio Profeta) - 4:26
12. «Más de ti» (Reworked Version by Plinio Profeta) - 3:42
13. «¿Quién eres tú? (Feat. Trey Songz)» (Remix by The IN. Crowd) - 4:52